# Bailey Wright
Bailey Colin Wright (sinh ngày 28 tháng 7 năm 1992) là một cầu thủ bóng đá chuyên nghiệp người Úc thi đấu ở vị trí hậu vệ cho câu lạc bộ Sunderland ở EFL Championship và đội tuyển quốc gia Úc.

## Thống kê sự nghiệp

### Quốc tế
Tính đến ngày 3 tháng 12 năm 2022
| Đội tuyển quốc gia | Năm       | Trận | Bàn |
| ------------------ | --------- | ---- | --- |
| Úc                 | 2014      | 1    | 1   |
| Úc                 | 2015      | 7    | 0   |
| Úc                 | 2016      | 4    | 0   |
| Úc                 | 2017      | 9    | 0   |
| Úc                 | 2018      | 1    | 0   |
| Úc                 | 2019      | 2    | 0   |
| Úc                 | 2020      | 0    | 0   |
| Úc                 | 2021      | 0    | 0   |
| Úc                 | 2022      | 6    | 1   |
| Tổng cộng          | Tổng cộng | 28   | 2   |

Tính đến ngày 1 tháng 6 năm 2022.
| # | Ngày               | Địa điểm                                 | Số trận | Đối thủ     | Bàn thắng | Kết quả | Giải đấu |
| - | ------------------ | ---------------------------------------- | ------- | ----------- | --------- | ------- | -------- |
| 1 | 8 tháng 9 năm 2014 | Craven Cottage, London, Anh              | 2       | Ả Rập Xê Út | 3–1       | 3–2     | Giao hữu |
| 2 | 1 tháng 6 năm 2022 | Sân vận động Al Janoub, Al Wakrah, Qatar | 25      | Jordan      | 1–1       | 2–1     | Giao hữu |